# Fiera di Sinigallia (Milano)

La fiera in una immagine di inizio '900

La fiera nel 1945-1946 ca.

La fiera di Sinigallia (o di Sinigaglia o di Senigallia) è uno storico mercatino delle pulci che si svolge a Milano ogni sabato, in precedenza ogni domenica, in vari posti nei pressi della Darsena. Localmente è indicata anche semplicemente come Sinigaglia.
È il più vecchio mercato delle pulci di Milano e risale al 1800 nel quartiere Ticinese, lungo la Darsena che si trova sotto viale Gabriele D'Annunzio.

## Storia

Un'immagine della fiera alla fine degli anni '80

All'inizio del secolo XX la fiera era ubicata lungo il bastione fra porta Ticinese e porta Genova. In quel periodo erano popolarmente chiamate "fiere di Sinigaglia" nelle città lombarde e venete, i mercati, in cui erano in vendita di tutto, e in particolare vecchie e usate mercanzie, prendendo il nome dalla omonima fiera annuale marchigiana della città di Senigallia, nota per essere stata un porto franco.
I barconi che ormeggiavano in Darsena erano esentati dai dazi e per tal motivo la fiera era molto attesa.
Dapprima posta sul Bastione di Porta Ticinese, venne poi spostata in Porta Ludovica e poi in via Calatafimi; tornò poi a ridosso della Darsena, lungo viale Gabriele D'Annunzio. A pochi metri di distanza, attraversato il semaforo che separa la Darsena da viale Papiniano, ove si svolge il mercato rionale, che vi ha luogo il sabato e il martedì.
Nel 2005 la Fiera è stata spostata nei parcheggi della stazione di Porta Genova alla fine di via Valenza, per la costruzione di un parcheggio sotterraneo nella zona intorno alla Darsena (subito interrotto e abbandonato, e ciò ha aumentato le polemiche per lo spostamento della fiera, già accesesi quando lo spostamento era prospettato come momentaneo).
Nella Fiera sono esposti oggetti di ogni genere: etnici, abbigliamento nuovo e usato, CD e vinili rari, DVD nuovi e usati, elettronica e accessori per PC, vecchi fumetti, scarpe, borse e accessori femminili, pelletteria, casalinghi e ferramenta. Alle tradizionali merci usate e di seconda mano e agli articoli di antiquariato economico si sono aggiunti, secondo alcuni snaturando la fiera, anche articoli moderni.
Ai margini della fiera, alcuni ricettatori vendevano merce rubata di vario tipo, tra cui biciclette. Da quando è stata posizionata nel parcheggio delle FS è sempre stata presidiata dalla Polizia Municipale e il "famigerato" mercato delle bici rubate, ammesso che esista ancora, è rimasto in piazzale Cantore, all'inizio della Darsena dove si svolgeva la Fiera fino al 2005.
È da anni un punto di ritrovo per il popolo "alternativo" milanese: vi affluiscono in gran quantità rocker, metallari, punk, emo e "alternativi" in genere, attirati dalla vendita di abbigliamento e articoli ritenuti consoni ai loro stili.
Da sabato 4 ottobre 2014 la Fiera di Sinigaglia è stata nuovamente spostata e divisa in due Fiere più piccole.
La maggior parte delle bancarelle sono state posizionate in Ripa di Porta Ticinese, tra via Barsanti e via Paoli, nella tradizionale giornata del sabato. Le altre nel parcheggio di via Mario Pagano/via Giotto la domenica mattina. Alcuni operatori non hanno potuto rinnovare la licenza.
Dopo le proteste degli operatori della Fiera sotto il Comune di Milano il 27 agosto 2014, in vista dell'annunciato spostamento, il Consiglio di Stato ha dato ragione al Comune: l'area dove si svolgeva la Fiera appartiene alle Ferrovie dello Stato e lo spostamento era necessario. Le proteste sono però continuate: uno degli argomenti è anche quello che smembrando la fiera in due luoghi e in due giorni diversi, oltre a non permettere a tutti gli espositori di continuare a farlo per il numero totale di spazi inferiore alla precedente organizzazione, si snaturerebbe la natura stessa della fiera come antico mercato tradizionale milanese.